# Sydney Lemmon
Sydney Noël Lemmon (ur. 10 sierpnia 1990 w Los Angeles) – amerykańska aktorka. Zagrała między innymi w serialu Fear the Walking Dead (2019–2021), za który otrzymała nominację do Saturnów za rolę Isabelle oraz w Helstrom (2020), gdzie wystąpiła w jednej z głównych ról, jako Ana Helstrom.

## Filmografia
| Rok       | Tytuł                  | Rola          | Uwagi              | Przypis |
| --------- | ---------------------- | ------------- | ------------------ | ------- |
| 2014      | BadPuss: A Popumentary | Ro            | Film               | [ 3 ]   |
| 2018      | Plain Fiction          | San           | Film               | [ 2 ]   |
| 2019      | Velvet Buzzsaw         | asystenka     | Film               | [ 2 ]   |
| 2019      | Sukcesja               | Jennifer      | Serial telewizyjny | [ 4 ]   |
| 2019–2021 | Fear the Walking Dead  | Isabelle      | Serial telewizyjny | [ 4 ]   |
| 2020      | Helstrom               | Ana Helstrom  | Serial telewizyjny | [ 4 ]   |
| 2022      | Firestarter            | Vicky McGee   | Film               | [ 2 ]   |
| 2022      | Tár                    | Whitney Reese | Film               | [ 5 ]   |